# Meioneta alpica
Meioneta alpica is een spinnensoort in de taxonomische indeling van de hangmatspinnen (Linyphiidae).
Het dier behoort tot het geslacht Meioneta. De wetenschappelijke naam van de soort werd voor het eerst geldig gepubliceerd in 2000 door Andrei V. Tanasevitch.